# Lucien Marcus Underwood

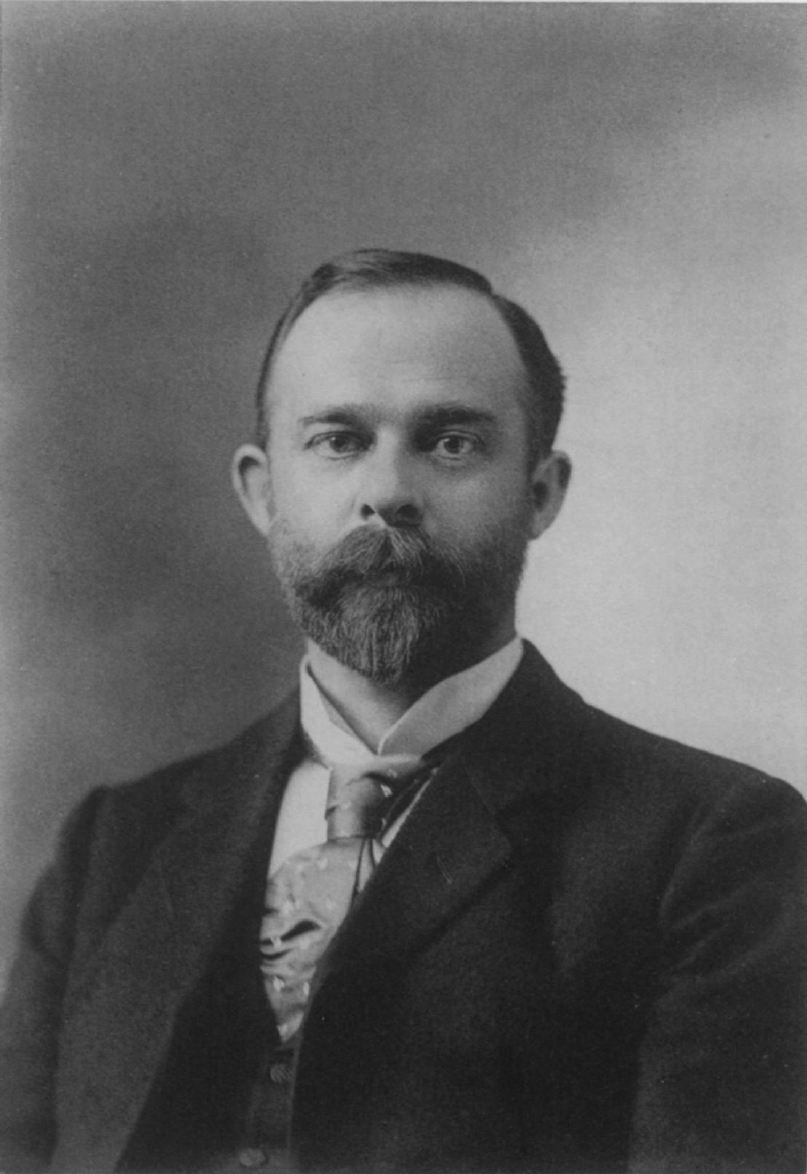

Lucien Marcus Underwood (26 oktober 1853 - 16 november 1907) was een Amerikaanse botanicus en mycoloog uit de 19e en vroege 20e eeuw.

## Biografie
Hij werd geboren in New Woodstock, New York. Hij schreef zich in 1873 in aan de Universiteit van Syracuse en studeerde af in 1877. Hij behaalde zijn master in 1878 en voltooide uiteindelijk zijn doctoraat in 1879 onder Alexander Winchell. Tijdens zijn graduate school gaf hij twee jaar les aan het Cazenovia Seminary.
Na een jaar les te hebben gegeven aan Hedding College, werd hij in 1880 belnoemd tot hoogleraar geologie en plantkunde aan de Illinois Wesleyan University. In 1883 werd hij benoemd tot hoogleraar geologie, plantkunde en zoölogie in Syracuse. In 1890 aanvaardde hij de Morgan Fellowship aan de Harvard University om de Sullivant en Taylor-verzameling van hepatica te bestuderen. In 1891 werd hij hoogleraar botanie aan de Universiteit De Pauw. In 1896, na een jaar als biologieprofessor aan het Alabama Polytechnic Institute (Auburn), werd Underwood hoogleraar plantkunde aan de Columbia-universiteit en trad hij in 1907 toe tot de staf van de New York Botanical Garden.

## Werken
Underwood publiceerde talloze artikelen in botanische tijdschriften en was de auteur van Our Native Ferns and how to study them (Bloomington, Illinois, 1881; 4e editie, 1893), Descriptive Catalog of North American Hepaticae (New York, 1884) en “ Hepaticae” in Gray’s Manual of Botany. Hij bereidde ook het exsiccata-werk An Illustrated Century of Fungi voor met 100 exemplaren (1889), en samen met redenaar Orator Fuller Cook het exsiccata-werk Hepaticae Americanae met 160 exemplaren (1887-1893).
De werken van Underwood worden bewaard in de LuEsther T. Mertz Library van de New York Botanical Garden.

## Priveleven
Nadat hij grote sommen geld had verloren op Wall Street, probeerde Underwood zijn vrouw en dochter te vermoorden voordat hij zelfmoord pleegde in het huis van de familie in Redding (Connecticut).
De standaard auteurafkorting Underw. wordt gebruikt om deze persoon als auteur aan te duiden bij het citeren van een botanische naam.